# Останино (Режевской городской округ)
Останино — село в Режевском городском округе Свердловской области России.

## Географическое положение
Останино расположено в 8 километрах (по автодороге в 9 километрах) к северо-западу от города Режа, на правом берегу реки Бобровки (левого притока реки Реж). Климатические условия благоприятствуют здоровью, почва по большей части глинистая.

## История
Село было основано лет триста тому[когда?]

 назад беглыми людьми с Камы и Волги. Основным занятием было земледелие, скотоводство, огородничество, извозный промысл, работы в лесу, преимущественно для заводов.

## Всехсвятская церковь
В 1845 году был заложен деревянный одноэтажный на каменном фундаменте двухпрестольный храм, который был построен в 1846 году на средства жителей и посторонних благотворителей. Главный храм был освящён во имя всех святых 1 ноября 1863 года. Придел во имя бессребреников Космы и Дамиана был освящён 1 ноября 1847 года. В 1869 году был поновлён иконостас в придельной церкви. В 1900 году престол храма был предан сожжению при реке, иконостас был убран. Церковь из Косьмо-Дамиановской переименована во Всехсвятскую. Храм был упразднён из-за тесноты в 1900 году. Церковь была закрыта в 1935 году, а затем была снесена.

## Население
| 2002 | 2010 | 2021 |
| ---- | ---- | ---- |
| 736  | ↗774 | ↘725 |

Численность сельчан в 1900 году: 491 мужского пола 556 женского пола.